# Isla Santa María (Madagascar)
Isla Santa María (en francés: Île Sainte-Marie), conocida localmente como Nosy Boraha, es una isla de la costa este de Madagascar. La ciudad principal es Ambodifotatra. La ciudad cubre un área de 222 km², y tenía una población estimada en 2001 de 16.325 personas.

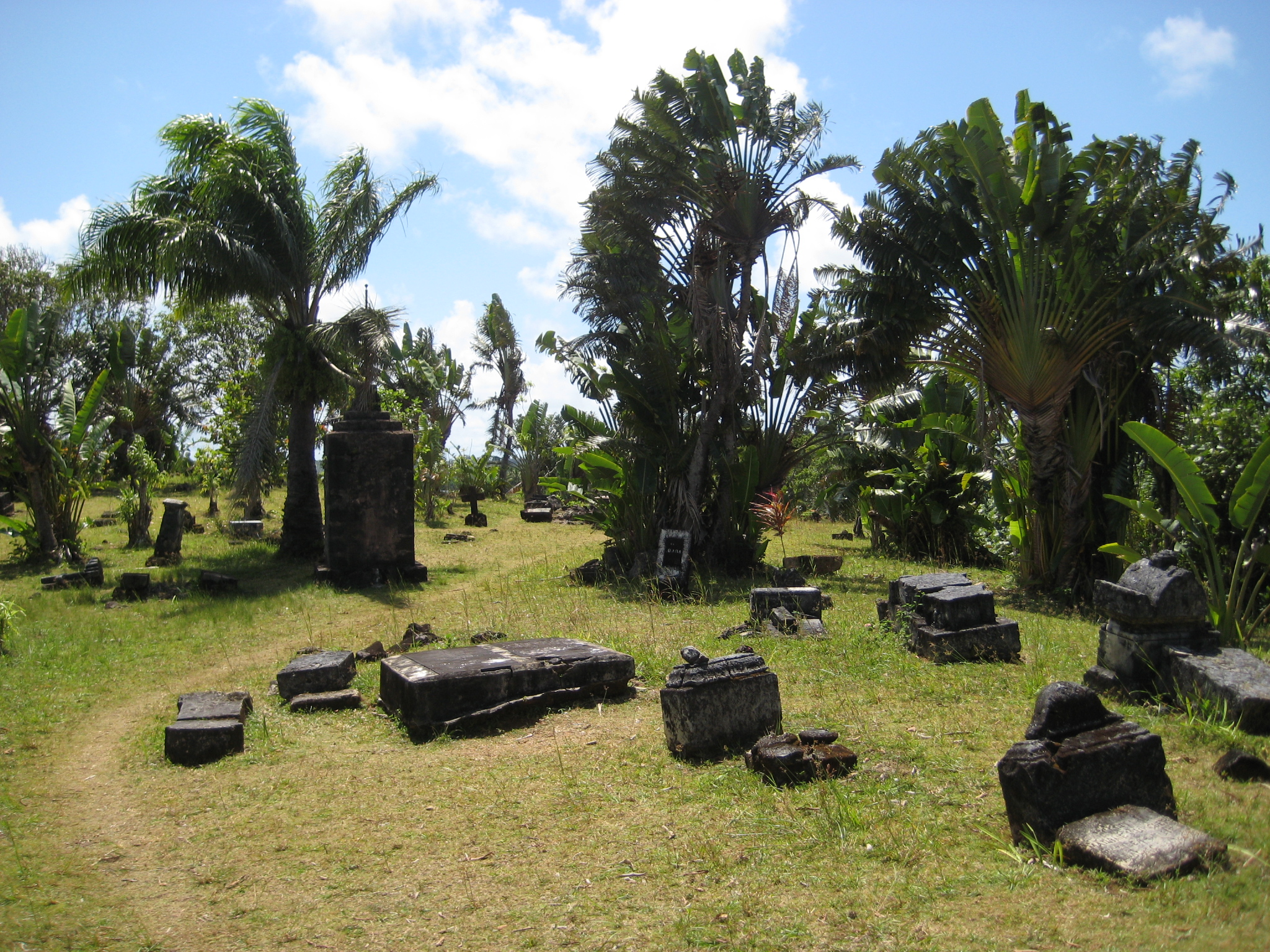
Cementerio Pirata en la Isla de Santa María, Madagascar

La isla está organizada como la ciudad de Isla Santa María  (Île Sainte-Marie) conocida como comuna urbana, en la Región Analanjirofo. Es un destino turístico, tiene forma alargada con 49 km de largo y menos de 5 km de ancho.
El aeropuerto está situado en el extremo sur de la isla y es servido por Air Madagascar desde Antananarivo y Tamatave. Muchos hoteles se encuentran principalmente entre el aeropuerto y Ambodifotatra.

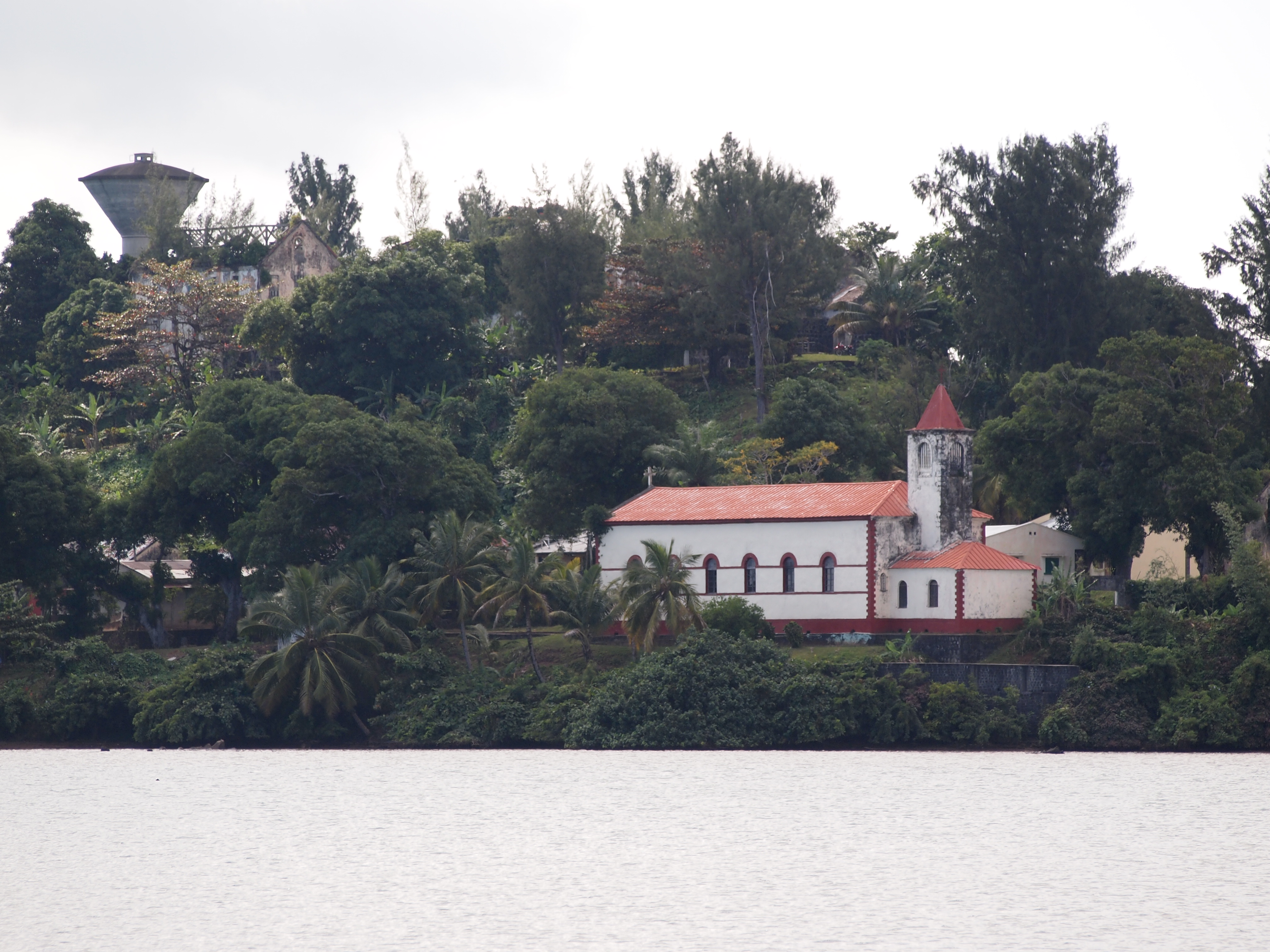
Iglesia de Santa María

La iglesia de Santa María (L'église de Sainte-Marie), situada cerca de Ambodifotatra, construida en 1857, es la iglesia más antigua de Madagascar. La isla se encuentra en las proximidades de ensenadas y bahías notables, algunas eran las guaridas de los piratas en los Mares del Sur, las actividades de los piratas y bucaneros experimentaron un crecimiento en el período entre 1620 y 1680.
La isla es apaciguada por la Real Marina francesa y es ocupada por los franceses desde 1750 hasta 1754, convirtiéndose en una colonia francesa a partir de 1820-1822.